# Pudding Island

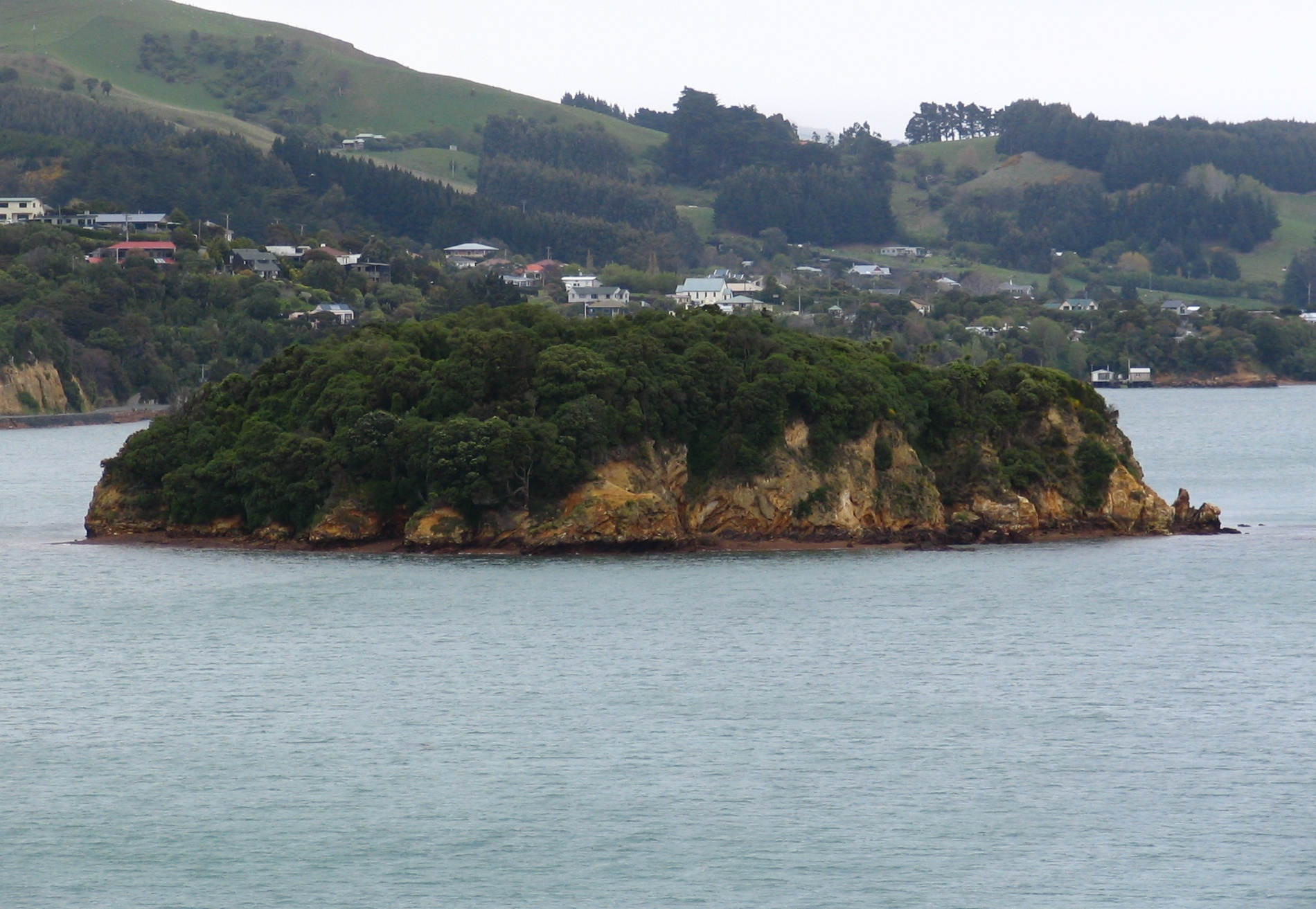
Pudding Island

Pudding Island ist eine kleine Insel im Otago Harbour, in der Region Otago, auf der Südinsel von Neuseeland.

## Geographie
Die Insel befindet sich rund 800 m westnordwestlich des Zentrums von Portobello am südlichen Ufer des mittleren Teils des Otago Harbour und zählt damit zum Stadtgebiet von Dunedin. Die flache, aber bewaldete Insel besitzt eine Flächenausdehnung von 0,9 Hektar und misst bei einer annähernd quadratischen Form rund 105 m × 105 m. Die Entfernung zum Ufer der Otago Peninsula beträgt rund 75 m.